# Pierre Salinger
Pierre Emil George Salinger (San Francisco, 14 giugno 1925 – Cavaillon, 16 ottobre 2004) è stato un politico e giornalista statunitense.
Fu portavoce della Casa Bianca durante la presidenza di John Fitzgerald Kennedy e il primo mandato di Lyndon B. Johnson. Fu senatore per lo Stato della California dal 4 agosto al 31 dicembre del 1964, subentrando al compagno di partito Clair Engle, deceduto il 31 luglio di quell'anno. Successivamente fu il responsabile della campagna elettorale per la Presidenza degli Stati Uniti di Robert Kennedy. Viene ricordato anche per la sua attività come corrispondente della ABC News, in particolare per aver seguito la Crisi degli ostaggi americani in Iran, l'esplosione in volo del Boeing 747 sopra Lockerbie, in Scozia il 21 dicembre 1988 e le sue teorie sulle cause dell'esplosione in volo del Boeing 747, che stava operando il volo TWA 800 il 17 luglio 1996, diretto a Roma via Parigi, poco dopo il suo decollo dall'Aeroporto Internazionale John F. Kennedy di New York.

## Biografia

### Gli inizi
Salinger era figlio di Herbert Salinger, un ingegnere minerario di New York, e di Jehanne Biétry, una giornalista di origine francese. Il nonno materno, Pierre Biétry, era stato membro dell'Assemblea nazionale di Francia e fu il secondo leader del cosiddetto sindacalismo giallo. Salinger venne cresciuto dalla madre nella religione cattolica (il padre era invece ebreo).
Frequentò la Lowell High School e la San Francisco State University (e quindi il College) dal 1941 al 1943 mentre era direttore responsabile e articolista del giornale studentesco The Golden Gater. Lasciò gli studi nel luglio del 1943 entrando nella Marina militare americana, ove fu Ufficiale in comando della SC 1368 nel teatro del Pacifico. Egli si distinse durante il tifone "Louise" ad Okinawa effettuando rischiosi salvataggi di alcuni uomini gettati sul reef. Per questo ricevette la Navy and Marine Corps Medal (Medaglia della Marina e del Corpo dei Marine). Dopo aver prestato servizio in Marina con il grado di Sottotenente di vascello durante la seconda guerra mondiale, Salinger terminò i suoi studi presso l'Università statale di San Francisco, ottenendo nel 1947 il baccalaureato. Intraprese quindi la carriera giornalistica come reporter per il San Francisco Chronicle e come direttore del Collier's negli anni '40 a '50.

### Anni 1960: gli anni di Kennedy, Portavoce del presidente, Senatore
Salinger fu una delle figure di spicco nella campagna elettorale di John Fitzgerald Kennedy per le elezioni presidenziali negli Stati Uniti d'America del 1960, allora descritto come partecipante al Kitchen Cabinet di Kennedy. Nel 1961, quando divenne Presidente, John F. Kennedy lo assunse come portavoce della Casa Bianca. Quando il Presidente fu assassinato, Salinger stava volando verso Tokyo insieme a sei membri del governo, compreso il Segretario di Stato Dean Rusk, per una conferenza di argomento economico e per iniziare i preparativi di una visista di JFK, prevista per il febbraio 1964, quale primo presidente americano in visita al Giappone dopo la seconda guerra mondiale.
Dopo la morte di Kennedy Salinger fu confermato nella sua carica dal nuovo presidente Lyndon B. Johnson, per il periodo che completava la legislatura iniziata da Kennedy. Come portavoce della Casa Bianca durante la presidenza Kennedy, Salinger venne accusato di manipolare le notizie.
Dopo il servizio per le amministrazioni Kennedy e Johnson, Salinger rientrò in California e competé per la carica di senatore, posto lasciato vacante da Clair Engle, deceduto il 31 luglio. Sconfisse Alan Cranston e fu eletto, prendendo servizio il 4 luglio 1964 con il compito di coprire il breve periodo mancante alla fine del mandato di Engle. Nella successiva tornata elettorale, che avrebbe stabilito il senatore che avrebbe coperto un mandato completo della durata di sei anni, fu battuto dal candidato repubblicano George Murphy, sconfitta alla quale contribuì il suo ostinato sostegno (nonostante i consigli di segno contrario dei suoi consulenti politici) alla legislazione che metteva al bando la discriminazione razziale.
Salinger si dimise dal Senato il 31 dicembre 1965, tre giorni prima della scadenza del suo breve mandato. Egli comparve nell'episodio 111 della serie televisiva Batman, mandata in onda dalla ABC il 4 gennaio 1968.
Scrisse un libro, With Kennedy, e divenne vice-presidente della Continental Airlines.
Salinger fu uno dei capi della campagna elettorale presidenziale di Robert Kennedy nel 1968. Quando nel giugno il senatore Robert Kennedy fu assassinato, Salinger si trovava a meno di quattro metri di distanza da lui. Salinger sostiene che Jim McManus, che lavorava anche lui per la campagna elettorale di Robert Kennedy, gli aveva detto: «Devo mandare il messaggio a Los Angeles, che per nessun motivo Bobby (Robert Kennedy, n.d.r.) vada nella cucina di quell'Hotel (Hotel Ambassador di Los Angeles)… c'è sempre del grasso sul pavimento, finirà col cadere o qualcosa di simile.» Salinger fu distrutto dall'assassinio di Robert Kennedy e si trasferì in Francia come corrispondente de L'Express.
Nel 1968 divenne direttore del Great America Management and Research Company (GRAMCO), un fondo d'investimento mutuo statunitense nel campo immobiliare, rivolto agli stranieri.

### Carriera nel giornalismo televisivo

#### ABC

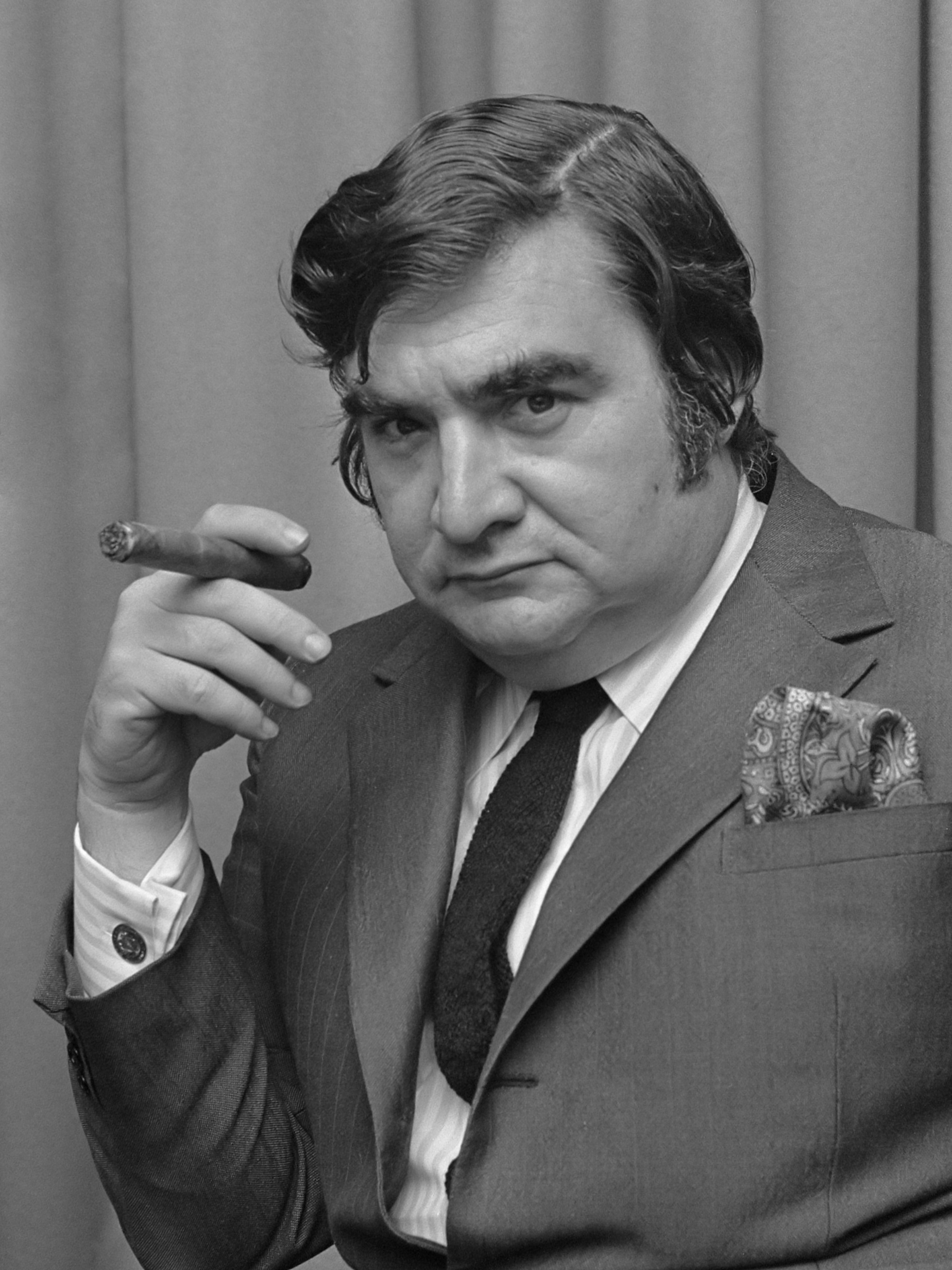
Pierre Salinger nel 1970

Nel 1976, ABC Sports utilizzò Salinger come commentatore per la copertura del network per i Giochi olimpici invernali ad Innsbruck. Fu quindi assunto, nel 1978, da ABC News come capo del suo ufficio di Parigi e nel 1983 divenne corrispondente capo per la stessa rete della sua attività in Europa, con sede a Londra.
Nel 1981 gli fu assegnato il Premio George Polk per il suo scoop sui negoziati segreti del governo statunitense, volti a liberare gli ostaggi in Iran.
Nel 1989, Salinger commentò, per ABC Sports, il  Tour de France del 1989.
Nel novembre dello stesso anno, per la serie televisiva di ABC, Prime Time Live, Salinger sostenne che l'Iran aveva pagato la Siria e Ahmed Jibril, capo del Fronte popolare di Liberazione della Palestina per far porre una bomba sul Volo Pan Am 103.
Dopo l'invasione del Kuwait dell'agosto 1990 da parte dell'Iraq, l'ABC iniziò un programma speciale sull'invasione e inviò Salinger nel Medio Oriente, ove egli ottenne la trascrizione in lingua araba di una conversazione fra Saddam Hussein e l'ambasciatrice statunitense in Iraq, April Glaspie, nella quale quest'ultima aveva detto a Saddam:
(Brano della conversazione fra l'ambasciatrice americana in Iraq e Saddam Hussein)
Questa frase fu interpretata come un tacito assenso degli Stati Uniti ad invadere il Kuwait, cosa che Saddam fece pochi giorni dopo.

#### Dopo la ABC
Dopo aver lasciato la ABC, Salinger rientrò a Washington e divenne un dirigente dell'azienda pubbliche relazioni Burson Marsteller, prima di tornare in Francia nel 2000. Fino alla fine degli anni ottanta Salinger era stato un opinionista televisivo molto popolare in Francia e fu un frequente ospite nelle trasmissioni televisive francesi su notizie ed affari pubblici, quando era necessario spiegare o interpretare gli eventi americani per gli spettatori francesi. Salinger ospitò anche un programma per la rete televisiva via cavo A&E agli inizi degli anni novanta denominata Pranzare in Francia.
Salinger più tardi divenne noto per le sue affermazioni nel novembre 1996, secondo le quali la causa della caduta del Boeing 747, che stava operando il volo TWA 800 il 21 dicembre 1988, era stato il "fuoco amico" della Marina militare americana.
Nel novembre 2000 egli si esasperò allorché gli fu negato il permesso, nel corso della sua testimonianza presso la Corte Scozzese nei Paesi Bassi, ove si celebrava il processo per l'attentato al Boeing 747 operante il Volo Pan Am 103, che cadde sopra Lockerbie, in Scozia, il 21 dicembre 1988, di dichiarare come parte della sua testimonianza, a discarico dei due libici accusati dell'attentato, chi erano i veri responsabili e perché lo avevano fatto. Il giudice, Lord Sutherland, gli disse «Se lei desidera trattare particolarmente questo argomento, lo può fare da qualunque altra parte, ma temo che non lo possa fare in questo tribunale.»
Trasferitosi definitivamente in Francia con la sua quarta moglie, Nicole, detta Poppy, alla Bastide rose, nel comune di Le Thor, morì nell'ottobre del 2004 nel vicino ospedale di Cavaillon, dov'era stato ricoverato per un attacco cardiaco. Aveva 79 anni. La sua salma fu inumata nel Cimitero nazionale di Arlington, presso Washington, dove riposa anche la salma di John Fitzgerald Kennedy.

## Scritti
- (EN)  A Tribute to John F. Kennedy (curatore, con Sander Vanocur), 1964
- With Kennedy (1966)
- (EN)  An Honorable Profession: A Tribute to Robert F. Kennedy (curatore con Edwin Guthman, Frank Mankiewicz e John Seigenthaler), 1968
- (EN)  On Instructions of My Government, 1971
- (EN)  For the Eyes of the President Only, 1971
- (EN)  The Lollipop Republic, 1971
- (FR)  Je Suis un Américain, 1975
- (FR)  La France et Le nouveau Monde, 1976
- (EN)  Venezuelan Notebooks, 1979
- (EN)  America Held Hostage: The Secret Negotiations, 1981
- (EN)  Reporting U.S.-European Relations (con Michael Rice, Jonathan Carr, Henri Pierre e Jan Reifenberg), 1982
- (EN)  The Dossier (con Leonard Gross), 1984
- (EN)  Above Paris: A New Collection of Aerial Photographs of Paris, France (autore del testo), 1984
- (EN)  Mortal Games (co-autore con Leonard Gross), 1988
- (EN)  Secret Dossier: The Hidden Agenda Behind the Gulf War (co-autore insieme a Éric Laurent), 1991
- (FR)  Tempete du Desert: Les Secrets de la Maison Blanche, 1991
- (FR)  P.S., A Memoir, 1995
- (EN)  John F. Kennedy, Commander in Chief: A Profile in Leadership, 1997
- (EN)  Escape to Hell and other stories (premessa alla raccolta di Muʿammar Gheddafi), 1998